# イリヤ・ヤコブレフ
イリヤ・ヤコブレフ（Ilya Yakovlev , 1987年8月6日 - ）は、カザフスタン出身の空手家である。新極真会カザフスタン支部所属。

## 概要
2011年の第10回世界大会では、三回戦で優勝候補のひとりだったドナタス・イムブラスから大金星をあげ、その名を世界に轟かせた。2017年の第6回全世界ウエイト制大会でも、日本の落合光星を下し、重量級で3位に輝いた。2019年の第12回世界大会では、四回戦でリトアニアの新星パウリウス・ジマンタス、五回戦でロシアの強豪ナザール・ナシロフを下し、8位入賞を果たした。

## 実績
- 全世界空手道選手権大会
  - 第12回全世界空手道選手権大会 第8位

- 全世界ウエイト制大会
  - 第6回全世界ウエイト制大会 重量級 第3位